# Мамедов, Гюльага Аллахверди оглы
Гюльага Аллахверди оглы Мамедов (азерб. Gülağa Allahverdi oğlu Məmmədov; 28 июня 1925, Ленкорань — 7 июня 1994, Баку) — азербайджанский певец. Народный артист Азербайджанской ССР (1982).

## Биография
Родился 28 июня 1925 в квартале Кичик Базар города Ленкорань в бедной семье.
Окончил Азербайджанскую Государственную Консерваторию. В консерватории основам музыки обучался у Бюльбюля, а основы мугама Мамедову преподавал Гусейнкули Сарабский.
С 1938 года начал музыкальную карьеру, после знакомства с Узеиром Гаджибековым, перед которым исполнил арию Кероглы. С 1940 года один из участников ансамбля под руководством Сеида Рустамова, с 1945 года на сцене Театра музыкальной комедии, где играет роли в таких представлениях, как "Аршин мал алан", "Бешманатлыг гялин" и других. С 1952 по 1994 год вокалист-солист ансамбля народных инструментов имени Сеида Рустамова Оркестра Гостелерадио Азербайджана.
В репертуаре Гюльаги Мамедова присутствовали более 600 народных песен и песен различных композиторов: Тофика Кулиева, Гаджи Ханмамедова, Джахангира Джахангирова и других. Гастролировал во многих странах: Иране, Турции и прочих.
Ушел из жизни 7 июня 1994 года на 69 году жизни в результате инфаркта.
В 2002 году был снят документальный фильм «Гюльага Мамедов», режиссёр Э. Мусаоглы.

## Награды
- Народный артист Азербайджанской ССР (09.12.1982)

## Фильмография
- Двадцать шесть бакинских комиссаров (1966)
- Кура неукротимая (1969)
- Хочу жениться (1983)

## Источник
- Документальный фильм «Гюльага Мамедов», режиссёр Эльчин Мусаоглы.